# Cum On Feel the Noize
Singles de Slade
Gudbuy T' Jane
(1972) Skweeze Me, Pleeze Me
(1973)
Cum On Feel the Noize est une chanson du groupe Slade extraite de l'album Sladest. Écrite par Jim Lea et Noddy Holder et produite par Chas Chandler, Cum On Feel the Noize fut le quatrième single de Slade à atteindre la première position dans les charts britanniques et leur premier à se classer directement en première position.
En 1973, le single Cum On Feel the Noize marque pour la première fois une entrée à la première position dans les charts britanniques et irlandais, ce qui ne s'était pas produit depuis 1969, la première place était occupée par les Beatles avec le single Get Back. Aux États-Unis, le single s'est classé à la 98e place au Billboard Hot 100.

## Charts
| Pays        | Chart               | Meilleure position | Total semaine | Réf   |
| ----------- | ------------------- | ------------------ | ------------- | ----- |
| États-Unis  | Billboard Hot 100   | 98                 | 2             | [ 4 ] |
| Royaume-Uni | UK Singles Chart    | 1                  | 12            | [ 2 ] |
| Irlande     | Irish Singles Chart | 1                  | 8             | [ 5 ] |
| Autriche    | Ö3 Austria Top 40   | 10                 | 12            | [ 6 ] |
| Suisse      | Swiss Music Charts  | 4                  | 6             | [ 7 ] |
| Pays-Bas    | MegaCharts          | 6                  | 6             | [ 8 ] |

## Version de Quiet Riot
Le titre a été repris en 1983 par le groupe de heavy metal Quiet Riot, qui a également repris une autre chanson de Slade, Mama Weer All Crazee Now. La version de Quiet Riot a été classée 5e au Billboard Hot 100 et 7e au Mainstream Rock Tracks chart.
La version de Quiet Riot apparaît également dans de nombreux médias:
- dans les jeux vidéo Grand Theft Auto: Vice City (chanson diffusée sur la radio V-Rock), NHL 2K8 et Rock Revolution.
- dans la bande originale du film Tonnerre sous les tropiques[10] ou encore dans le 14e épisode de la saison 7 de la série Malcolm[11].
- dans le film québécois 1987.
- dans la bande annonce de la série GLOW.
- En générique de fin de l'épisode 10 de la saison 2 de la série Netflix Big Mouth.

## Autres versions
- Le groupe punk One Way System l'a repris en 1983
- Cum On Feel the Noize a été repris par le groupe Oasis et publié sur la face-B de leur single Don't Look Back in Anger, sorti en 1996.
- En 1997, le groupe canadien Bran Van 3000 a repris le titre sur leur premier album Glee.
- En 2008, le groupe The 4-Skins a repris le titre sur leur maxi Thanks for the memories.
- En 2011, le groupe Edguy a repris le titre sur leur édition collector de l'album Age of the Joker.
- En (2010), le groupe [Lucky Uke] a repris le titre sur leur album éponyme.

## Composition du groupe
Slade
- Noddy Holder - chants, guitare
- Jim Lea - basse, chœurs
- Dave Hill - guitare solo, chœurs
- Don Powell - batterie

Quiet Riot
- Kevin DuBrow - chants
- Carlos Cavazo - guitares, chœurs
- Rudy Sarzo - basse
- Frankie Banali - batterie